# David Peel Yates
Sir David Peel Yates KCB CVO DSO OBE (* 10. Juli 1911; † 8. Oktober 1978) war ein britischer Offizier und Generalleutnant des Heeres. Er war von 1962 bis 1966 der 11. Kommandant des Britischen Sektors von Berlin und somit einer der alliierten Stadtkommandanten. 

## Beginn der Militärkarriere
Peel Yates trat 1931 in den Militärdienst ein. Als junger Second Lieutenant diente er ab 1937 als Infanterist bei den British Army´s South Wales Borderers in Wazuiristan, an der nordwestlichen Grenze Indiens.
Zwei Jahre später übernahm er den Posten des Adjutanten des 1. Bataillons des Mommoutshire Regiments.
Während des Zweiten Weltkriegs war er ab 1940 zunächst Stabschef der 113. Infanteriebrigade, wechselte dann an das Staff College Camberley, ehe er bereits 1941 Stabschef der 204. Independent Infantry Brigade (Home) wurde.
Im Anschluss war Peel Yates als Generalstabsoffizier der 4. Division.
1943 war Yates Teilnehmer des Tunesienfeldzuges und wechselte im Anschluss auf die Stelle des Kommandierenden Offiziers des 6. Bataillons des Lincolnshire Regiments, mit dem er an der italienischen Front eingesetzt war. Danach kehrte er zur 4. Division zurück.
Als Brigadier diente er 1945 im Generalstab von General Sir Harold Alexander im Hauptquartier der alliierten Streitkräfte in Italien.
Nach dem Zweiten Weltkrieg übernahm Peel Yates 1946 eine Stelle als Ausbilder am Joint Services Staff College, ehe er 1949 Vize-Adjutant und Generalquartiermeister im War Office wurde.
Zwischen 1951 und 1953 war Peel Yates Ausbilder am Defense College der NATO in Paris und übernahm im Anschluss die Stelle des Kommandieren Offiziers im 1. Bataillons der South Wales Borderers.
1955 wurde er zum Kommandeur der 27. Infanteriebrigade ernannt und führte Einsätze in Hongkong und China. Zwei Jahre später erfolgte die Ernennung zum stellvertretenden Leiter des Staff College Camberley.
Schließlich übernahm er 1960 die Stelle des Stabschefs beim Heereskommando Ost.

## Stadtkommandant in Berlin
Als Nachfolger von Claude Dunbar wurde Peel Yates im Dezember 1962 neuer Kommandant des Britischen Sektors von Berlin und somit einer der alliierten Stadtkommandanten. Er bildete mit den US-Amerikanern Albert Watson II, James H. Polk (ab Januar 1963) und John F. Franklin (ab September 1964) sowie den Franzosen Edouard Toulouse und François Binoche (ab 1965) die höchste Instanz der West-Alliierten Berlins. Er gehörte somit der Alliierten Kommandantur an, die dem Alliierten Kontrollrat unterstellt war.
Als Stadtkommandant übernahm er einen der wichtigsten und herausragendsten Posten, den das britische Militär außerhalb Großbritanniens zu vergeben hatte. Als solcher war er zum einen militärischer, aber vor allem „politischer Führer“ seines Landes und übte eine Art Vertretereigenschaft für Königin Elisabeth II. aus, da Berlin formal nicht zum Geltungsbereich der Bundesrepublik Deutschland gehörte und Großbritanniens in Bonn residierender Botschafter unzuständig war.
Wie seine Vorgänger auch, konzentrierte sich Peel Yates als Stadtkommandant überwiegend auf die politische und diplomatische Vertretung seines Landes und seine Aufgaben als Mitglied der Alliierten Kommandantur, während der jeweilige Brigadekommandeur die rein militärische Führung der Britischen Streitkräfte in der Vier-Sektoren-Stadt übernahm.
Mit dem Wechsel nach Berlin bezog Peel Yates mit seiner Familie die im Berliner Ortsteil Gatow befindliche Villa Lemm. Auf dem Anwesen residierten auch die Mitglieder des britischen Königshauses während ihrer Berlin-Aufenthalte. Der Funktion des Gastgebers gegenüber der Königsfamilie kam ein britischer Stadtkommandant mindestens einmal pro Jahr nach, wenn die Abnahme der Königlichen Geburtstagsparade („Queens Birthday Parade“) auf dem Berliner Maifeld am Olympiastadion anstand.
Peel Yates war der erste von insgesamt drei britischen Stadtkommandanten (Robert Richardson 1978 und Patrick Brooking 1987), die Elisabeth II. während eines Staatsbesuches in Deutschland, auch in Berlin empfangen durfte. Die Monarchin reiste im Mai 1965 in die geteilte Stadt und nahm auch ihre Geburtstagsparade auf dem Maifeld persönlich ab. Dieser Berlin-Besuch war zudem ein erklärtes Hauptziel für nachrichtendienstliche Maßnahmen des ostdeutschen Staatssicherheitsdienstes.
Im Januar 1966 wurde Peel Yates wieder abberufen und durch John Nelson als Stadtkommandant abgelöst. Seine Amtszeit war eine der längsten aller britischen Stadtkommandanten.

## Letzte Kommandos
Unmittelbar nach seiner Berliner Zeit wurde Peel Yates 1966 durch Königin Elisabeth II. zum Knight Commander des Order of the Bath geschlagen und somit in den Ritterstand erhoben, weshalb er fortan den Namenszusatz „Sir“ führte. Zudem erfolgte die Beförderung zum Generalleutnant.
Bis 1968 war er in seinen letzten Verwendungen als Kommandierender General im Heereskommando Ost, im Anschluss im Heereskommando Süd eingesetzt.
1969 trat Peel Yates schließlich in den Ruhestand.
Zwischen Juni 1969 und September 1977 übernahm er die Stelle des Colonel of the Regiment bei den South Wales Borderers.

## Privates
Peel Yates entstammte einer Offiziersfamilie. Bei Lieutenant Colonel H. Peel Yates handelte es sich um seinen Vater. Seit 1947 war er mit seiner Frau Christine verheiratet. Aus der Ehe gingen ein Sohn und eine Tochter hervor.
David Peel Yates starb 1978, seine Frau Christine im Mai 2005 mit 86 Jahren.

## Orden und Ehrenzeichen
- Knight Commander des Order of the Bath
- Commander des Royal Victorian Order
- Companion des Distinguished Service Order
- Officer des Order of the British Empire